# 1925년
1925년은 목요일로 시작하는 평년이다.

## 연호
- 대한민국 임시정부(大韓民國 臨時政府) 대한민국(大韓民國) 7년
- 중화민국(中華民國) 민국(民國) 14년
- 일본(日本) 다이쇼(大正) 14년
- 응우옌 왕조(阮朝) 카이딘(啓定) 10년

## 기년
- 응우옌 왕조(阮朝) 계정제(啓定帝) 10년

## 사건
- 1월
  - 만주에서 통의부를 기반으로 정의부 조직
  - 김동인의 <감자>, 전영택의 <화수분>이 <조선문단>에 발표
- 1월 13일 - 임시의정원, 헌법개정, 내정 정돈, 외교 실효화 등 새로운 방침 천명
- 1월 28일 - 서울에서 무산자동지회 발족
- 2월 21일 - <조선일보>가 색채윤전기를 설치
- 2월 14일 - 김창제 등이 시사구락부 조직
- 3월 - 황신덕, 박순천 등이 도쿄에서 삼월회 조직
- 3월 10일 - 그리스의 축구 클럽 올림피아코스 FC 창단.
- 3월 15일 - 북만주 닝안 현에서 신민부 조직
- 3월 22일 - 황해남도 해주에서 민중예술 고취와 부르주아 예술지상주의 박멸을 목적으로 민예회 조직
- 3월 23일 - 대한민국 임시정부, 이승만 면직안 의결, 박은식을 임시 대통령으로 선출
- 3월 28일 - 윤백남프로덕션 작품 <심청전>이 조선극장에서 상영 개시
- 3월 26일 - 북풍회와 화용회, 합동을 결의
- 3월 30일
  - 임시정부가 임시헌법개정안을 결의해 대통령제에서 국무령 중심의 내각책임제로 전환, 헌법 적용범위를 국민 전체에서 광복운동자로 한정
  - 일제의 고위 밀정 김달하, 중화민국 베이징에서 다물단원들에 의해 사살됨
- 4월 3일 - 서울에 중앙도서관 개관
- 4월 17일 - 조봉암, 김찬 등이 서울 아서원에서 조선공산당 창당
- 4월 18일 - 박헌영 등이 고려공산청년회 조직
- 5월 12일 - 치안유지법 우리나라에 확대 시행
- 5월 15일 - 백남훈, 안재홍 등이 역사연구를 목적으로 조선사정연구회 조직
- 5월 25일 - 러시아의 축구 클럽 FC 제니트 상트페테르부르크 창단.
- 6월 6일 - 조선총독부가 조선사편수회 설치
- 6월 11일 - 일본과 중국 간 미쓰야 협정 체결
- 6월 17일 - 제1회 전국중등학교야구연맹전 개최
- 6월 18일 - 아돌프 히틀러, <나의 투쟁> 출간
- 6월 26일 - 찰리 채플린의 《황금광시대》 개봉
- 7월 1일 - 조선인변호사회가 한국인과 일본인의 차별 대우 철폐 결의
- 7월 4일 - 사천교와 수운교 합병
- 7월 5일 - 조선농구협회 창립
- 7월 21일 - 미국 테네시주에서 진화론 교육문제로 원숭이 재판이라고 불리는 재판이 열림.
- 7월 31일 - 을축년 대홍수로 697명이 사망 및 행방불명되고 10만 호의 주택피해가 발생
- 8월 1일 - <개벽> 8월호 출간과 동시에 발행정지
- 8월 29일 - 한용운, 《님의 침묵》탈고
- 9월
  - 나도향, <물레방아>를 <조선문단>에 발표
  - 홍난파, <음악계> 창간
- 9월 24일 - 임시정부 신임 국무령에 이상룡 취임
- 9월 29일 - 김준연, 김현철, 유광열 등이 조선농민사 창립
- 10월 1일 - 간이국세조사 실시, 조선 총인구 1,952만 2,945명으로 집계[1]
- 10월 13일 - 기독교계 학교 학생 전원이 신사 참배를 거부
- 10월 15일
  - 서울역사 준공, 운수영업 개시
  - 서울에 조선신궁 기공, 경성운동장 개장
- 11월 9일 - 나치 친위대 결성.
- 11월 16일 - 서울-봉천 간 전화선 개통
- 11월 22일 - 부산인쇄소 직공 200여명이 임금과 대우 문제로 파업
- 11월 26일 - 전남 나주에서 동양척식 소작인 1만여명이 일본 경찰과 충돌
- 12월
  - 도쿄 한인유학생이 조선미술회 조직.
  - 박영희, 김기진 등이 조선프롤레타리아예술가동맹 (KARF) 결성
- 12월 6일 - 경성부청사 상량식 거행
- 12월 16일 - 이영구가 이완용 암살을 시도했으나 미수에 그침
- 12월 31일 - 대한제국 화폐령 정지

## 탄생

### 1월
- 1월 9일 - 미국의 배우 리 밴클리프. (~1989년)
- 1월 14일
  - 대한민국의 군인, 정치인 김유복. (~2008년)
  - 일본의 작가 미시마 유키오. (~1970년)
- 1월 16일 - 일본의 야구 선수 아베 하치로.
- 1월 18일 - 프랑스의 철학자 질 들뢰즈. (~1995년)
- 1월 20일 - 타이완의 하카 저자 중자오정. (~2020년)
- 1월 25일 - 조선민주주의인민공화국의 정치인 리용무. (~2022년)
- 1월 26일 - 미국의 배우 폴 뉴먼. (~2008년)
- 1월 28일 - 대한민국의 정치인 박찬. (~2021년)
- 1월 30일 - 노르웨이계 미국인 과학자 더글러스 엥겔바트. (~2013년)

### 2월
- 2월 8일 - 미국의 배우 잭 레먼. (~2001년)
- 2월 9일 - 미국의 신학자 존 캅. (~2024년)
- 2월 10일 - 대한민국의 교육자 김병규.
- 2월 17일 - 미국의 배우 핼 홀브룩. (~2021년)
- 2월 18일 - 미국의 배우 조지 케네디. (~2016년)
- 2월 20일 - 미국의 영화 감독 로버트 올트먼. (~2006년)

- 2월 21일 - 미국의 영화 감독 샘 페킨파. (~1984년)

### 3월
- 3월 4일
  - 대한민국의 기업인 이맹기. (~2004년)
  - 프랑스의 작곡가 폴 모리아. (~2006년)
- 3월 9일 - 대한민국의 법의학자 문국진. (~2025년)
- 3월 12일 - 일본의 물리학자 에사키 레오나.
- 3월 16일 - 멕시코의 화학자, 경구피임약 발명가 루이스 미라몬테스. (~2004년)
- 3월 21일 - 영국의 연출가 피터 브룩. (~2022년)
- 3월 26일 - 프랑스의 지휘자, 작곡가 피에르 불레즈. (~2016년)
- 3월 28일 - 대한민국의 목회자 김준곤. (~2009년)
- 3월 30일 - 대한민국의 무용가 강선영. (~2016년)

### 4월
- 4월 3일 - 영국의 정치인 토니 벤. (~2014년)
- 4월 15일 - 대한민국의 시인 이병훈. (~2009년)
- 4월 24일 - 대한민국의 기업인 구자경. (~2019년)

### 5월
- 5월 1일- 대한민국의 군인 출신 정치가 양순직. (~2008년)
- 5월 4일 - 헝가리의 전 축구 선수, 현 축구 감독 부잔스키 예뇌. (~2015년)
- 5월 5일 - 러시아의 작곡가 블라디미르 바빌로프. (~1973년)
- 5월 9일 - 대한민국의 영화배우 허장강. (~1975년)
- 5월 10일 - 일본의 각본가 하시다 스가코. (~2021년)
- 5월 12일 - 미국의 야구 선수 요기 베라. (~2015년)
- 5월 14일 - 미국의 극작가 우나 오닐. (~1991년)
- 5월 16일 - 브라질의 축구 선수 니우통 산투스. (~2013년)
- 5월 19일
  - 캄보디아의 독재자 폴 포트. (~1998년)
  - 미국의 인권 운동가 맬컴 엑스. (~1965년)
- 5월 21일 - 대한민국의 비전향 장기수 홍경선.
- 5월 30일 - 대한민국의 정치인 정휘동. (~2012년)

### 6월
- 6월 5일 - 미국의 배우 빌 헤이스. (~2024년)
- 6월 8일 - 미국의 대통령 조지 H. W. 부시의 부인 바버라 부시. (~2018년)
- 6월 11일 - 미국의 작가 윌리엄 스타이런. (~2006년)
- 6월 12일 - 대한민국의 언론인 최창봉. (~2016년)
- 6월 14일 - 일본의 바둑 기사 후지사와 히데유키. (~2009년)
- 6월 25일 - 미국의 영화배우 버지니아 패튼. (~2022년)
- 6월 27일 - 대한민국의 성우 이춘사.
- 6월 29일 - 이탈리아의 제11대 대통령, 정치인 조르조 나폴리타노. (~2023년)

### 7월
- 7월 2일 - 대한민국의 영화감독 유현목. (~2009년)
- 7월 5일 - 프랑스의 작가 장 라스파유. (~2020년)
- 7월 10일 - 말레이시아의 총리 마하티르 빈 모하맛.
- 7월 20일 - 프랑스의 경제학자, 정치인 자크 들로르. (~2023년)
- 7월 28일 - 아르헨티나의 축구 선수, 축구 감독 후안 알베르토 스치아피노. (~2002년)
- 7월 31일 -  미국의 군인 샘 S. 워커. (~2015년)

### 8월
- 8월 3일
  - 대한민국의 정치인 김경인. (~2001년)
  - 프랑스의 사회학자 알랭 투렌. (~2023년)
- 8월 5일 - 대한민국의 의사 겸 사회운동가 조운해. (~2019년)
- 8월 7일 - 인도의 생물학자 M. S. 스와미나탄. (~2023년)
- 8월 20일 - 대한민국의 배우 황정순. (~2014년)
- 8월 21일 - 아르헨티나의 군인, 정치인 호르헤 비델라. (~2013년)
- 8월 22일 - 잉글랜드의 배우 오너 블랙먼. (~2020년)
- 8월 28일 - 미국의 배우, 가수 도널드 오코너. (~2003년)

### 9월
- 9월 2일 - 대한민국의 연극배우 백성희. (~2016년)
- 9월 3일
  - 대한민국의 군인, 정치인 공정식. (~2019년)
  - 미국의 배우 앤 잭슨.
- 9월 9일 - 대한민국의 군인 출신 정치학자 김영관. (~2021년)
- 9월 14일 - 대한민국의 외교관, 정치인 이범석. (~1983년)
- 9월 15일 - 대한민국의 정치인 양극필. (~2004년)
- 9월 16일 - 미국의 음악인 B.B. 킹. (~2015년)
- 9월 17일 - 일본의 전 야구 선수, 해설·평론가 스기시타 시게루. (~2023년)
- 9월 22일 - 대한민국의 공학자, 정치인 김기형. (~2016년)

### 10월
- 10월 1일 - 조선민주주의인민공화국의 정치인 양형섭. (~2022년)
- 10월 3일 - 미국의 작가, 평론가, 영화배우 고어 비달. (~2012년)
- 10월 6일 - 미국의 군인 히로시 미야무라. (~2022년)
- 10월 9일 - 아르헨티나의 정치인 에밀리오 에두아르도 마세라. (~2010년)
- 10월 11일 - 미국의 작가 엘모어 레너드. (~2013년)
- 10월 13일 - 영국의 총리 마거릿 대처. (~2013년)
- 10월 16일 - 영국의 배우 앤절라 랜즈베리. (~2022년)
- 10월 18일
  - 대한민국의 영화감독 겸 미술가 신상옥. (~2006년)
  - 알바니아의 정치인 라미즈 알리아. (~2011년)
- 10월 20일 - 일본의 정치인 노나카 히로무. (~2018년)
- 10월 23일 - 미국의 호스트, 희극인 조니 카슨. (~2005년)
- 10월 25일 - 대한민국의 정치인 김원규. (~1995년)
- 10월 27일 - 미국의 국무 장관 워런 크리스토퍼. (~2011년)
- 10월 29일 - 영국의 수학자, 필즈상 수상자 클라우스 로스.

### 11월
- 11월 10일 - 영국의 배우 리처드 버턴. (~1984년)
- 11월 11일
  - 대한민국의 교육학자 정범모. (~2022년)
  - 스웨덴의 축구 선수 칼레 스벤손. (~2000년)
- 11월 15일 - 미국의 정치인 하워드 베이커 주니어. (~2014년)
- 11월 17일 - 미국의 배우 록 허드슨. (~1985년)
- 11월 19일 - 폴란드 출신 사회학자 지그문트 바우만. (~2017년)
- 11월 20일 - 미국의 정치인, 변호사 로버트 F. 케네디. (~1968년)
- 11월 28일
  - 헝가리의 축구 선수, 축구 감독 보지크 요제프. (~1978년)
  - 미국의 재즈 색소폰 연주자, 플루트 연주자, 클라리넷 연주자, 작곡가, 예술가 지지 그라이스. (~1983년)
- 11월 29일 - 박정희 대한민국 전 대통령의 부인 육영수. (~1974년)

### 12월
- 12월 6일 - 일본의 왕족 히가시쿠니 시게코. (~1961년)
- 12월 8일 - 이탈리아의 정치인 아르날도 포를라니. (~2023년)
- 12월 9일 - 대한민국의 로마 가톨릭교회 주교 김옥균. (~2010년)
- 12월 12일 - 영국의 영화 편집자 앤 V. 코츠. (~2018년)
- 12월 15일 - 베트남의 군인, 총리 쩐티엔키엠. (~2021년)
- 12월 20일 - 이탈리아의 축구 선수 베니토 로렌치. (~2007년)
- 12월 27일 - 프랑스의 배우 미셸 피콜리. (~2020년)

### 미상
- 대한민국의 사회복지사 김임순.
- 대한민국의 인구학자, 통계학자 이해영. (~1979년)
- 우간다의 독재자 이디 아민. (~2003년)
- 대한민국의 군인, 제18대 광복회장 김영일. (~2011년)
- 대한민국의 독립운동가 정우진. (~1958년)
- 정주영의 동생 정희영. (~2015년)
- 일본의 야쿠자 야마모토 히로시. (~1993년)

## 사망

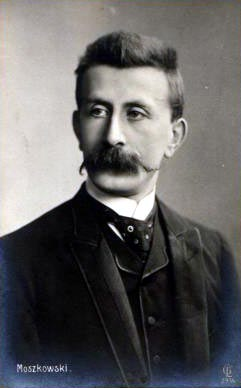
모리츠 모슈코프스키

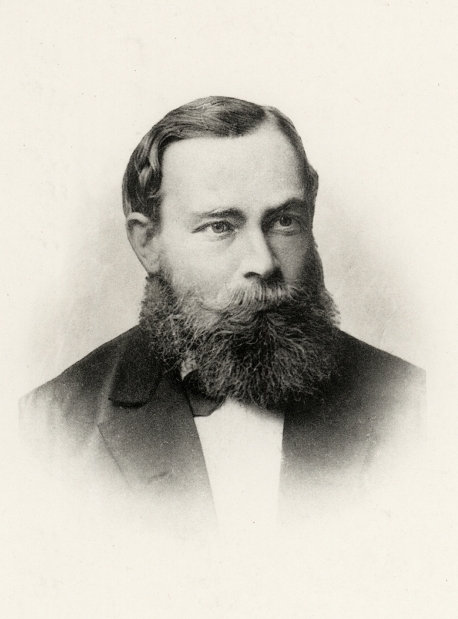
고틀로프 프레게

- 3월 4일 - 독일의 피아니스트, 작곡가 모리츠 모슈코프스키. (1854년~)
- 3월 12일 - 중화민국의 혁명가 쑨원. (1866년~)
- 7월 26일 - 독일의 수학자 고틀로프 프레게. (1848년~)
- 11월 1일 - 대한민국의 학자, 독립운동가 박은식. (1859년~)

## 노벨상
- 문학상:
- 물리학상: 제임스 프랑크, 구스타프 헤르츠
- 생리학 및 의학상:
- 평화상:
- 화학상:

## 달력
| 1월 |    |    |    |    |    |    |
| 일  | 월 | 화 | 수 | 목 | 금 | 토 |
|     |    |    |    | 1  | 2  | 3  |
| 4   | 5  | 6  | 7  | 8  | 9  | 10 |
| 11  | 12 | 13 | 14 | 15 | 16 | 17 |
| 18  | 19 | 20 | 21 | 22 | 23 | 24 |
| 25  | 26 | 27 | 28 | 29 | 30 | 31 |

| 2월 |    |    |    |    |    |    |
| 일  | 월 | 화 | 수 | 목 | 금 | 토 |
| 1   | 2  | 3  | 4  | 5  | 6  | 7  |
| 8   | 9  | 10 | 11 | 12 | 13 | 14 |
| 15  | 16 | 17 | 18 | 19 | 20 | 21 |
| 22  | 23 | 24 | 25 | 26 | 27 | 28 |

| 3월 |    |    |    |    |    |    |
| 일  | 월 | 화 | 수 | 목 | 금 | 토 |
| 1   | 2  | 3  | 4  | 5  | 6  | 7  |
| 8   | 9  | 10 | 11 | 12 | 13 | 14 |
| 15  | 16 | 17 | 18 | 19 | 20 | 21 |
| 22  | 23 | 24 | 25 | 26 | 27 | 28 |
| 29  | 30 | 31 |    |    |    |    |

| 4월 |    |    |    |    |    |    |
| 일  | 월 | 화 | 수 | 목 | 금 | 토 |
|     |    |    | 1  | 2  | 3  | 4  |
| 5   | 6  | 7  | 8  | 9  | 10 | 11 |
| 12  | 13 | 14 | 15 | 16 | 17 | 18 |
| 19  | 20 | 21 | 22 | 23 | 24 | 25 |
| 26  | 27 | 28 | 29 | 30 |    |    |

| 5월 |    |    |    |    |    |    |
| 일  | 월 | 화 | 수 | 목 | 금 | 토 |
|     |    |    |    |    | 1  | 2  |
| 3   | 4  | 5  | 6  | 7  | 8  | 9  |
| 10  | 11 | 12 | 13 | 14 | 15 | 16 |
| 17  | 18 | 19 | 20 | 21 | 22 | 23 |
| 24  | 25 | 26 | 27 | 28 | 29 | 30 |
| 31  |    |    |    |    |    |    |

| 6월 |    |    |    |    |    |    |
| 일  | 월 | 화 | 수 | 목 | 금 | 토 |
|     | 1  | 2  | 3  | 4  | 5  | 6  |
| 7   | 8  | 9  | 10 | 11 | 12 | 13 |
| 14  | 15 | 16 | 17 | 18 | 19 | 20 |
| 21  | 22 | 23 | 24 | 25 | 26 | 27 |
| 28  | 29 | 30 |    |    |    |    |

| 7월 |    |    |    |    |    |    |
| 일  | 월 | 화 | 수 | 목 | 금 | 토 |
|     |    |    | 1  | 2  | 3  | 4  |
| 5   | 6  | 7  | 8  | 9  | 10 | 11 |
| 12  | 13 | 14 | 15 | 16 | 17 | 18 |
| 19  | 20 | 21 | 22 | 23 | 24 | 25 |
| 26  | 27 | 28 | 29 | 30 | 31 |    |

| 8월 |    |    |    |    |    |    |
| 일  | 월 | 화 | 수 | 목 | 금 | 토 |
|     |    |    |    |    |    | 1  |
| 2   | 3  | 4  | 5  | 6  | 7  | 8  |
| 9   | 10 | 11 | 12 | 13 | 14 | 15 |
| 16  | 17 | 18 | 19 | 20 | 21 | 22 |
| 23  | 24 | 25 | 26 | 27 | 28 | 29 |
| 30  | 31 |    |    |    |    |    |

| 9월 |    |    |    |    |    |    |
| 일  | 월 | 화 | 수 | 목 | 금 | 토 |
|     |    | 1  | 2  | 3  | 4  | 5  |
| 6   | 7  | 8  | 9  | 10 | 11 | 12 |
| 13  | 14 | 15 | 16 | 17 | 18 | 19 |
| 20  | 21 | 22 | 23 | 24 | 25 | 26 |
| 27  | 28 | 29 | 30 |    |    |    |

| 10월 |    |    |    |    |    |    |
| 일   | 월 | 화 | 수 | 목 | 금 | 토 |
|      |    |    |    | 1  | 2  | 3  |
| 4    | 5  | 6  | 7  | 8  | 9  | 10 |
| 11   | 12 | 13 | 14 | 15 | 16 | 17 |
| 18   | 19 | 20 | 21 | 22 | 23 | 24 |
| 25   | 26 | 27 | 28 | 29 | 30 | 31 |

| 11월 |    |    |    |    |    |    |
| 일   | 월 | 화 | 수 | 목 | 금 | 토 |
| 1    | 2  | 3  | 4  | 5  | 6  | 7  |
| 8    | 9  | 10 | 11 | 12 | 13 | 14 |
| 15   | 16 | 17 | 18 | 19 | 20 | 21 |
| 22   | 23 | 24 | 25 | 26 | 27 | 28 |
| 29   | 30 |    |    |    |    |    |

| 12월 |    |    |    |    |    |    |
| 일   | 월 | 화 | 수 | 목 | 금 | 토 |
|      |    | 1  | 2  | 3  | 4  | 5  |
| 6    | 7  | 8  | 9  | 10 | 11 | 12 |
| 13   | 14 | 15 | 16 | 17 | 18 | 19 |
| 20   | 21 | 22 | 23 | 24 | 25 | 26 |
| 27   | 28 | 29 | 30 | 31 |    |    |

### 음양력 대조 일람
| 음력월 | 월건 | 대소 | 음력 1일의 양력 월일 | 음력 1일 간지 |
| ------ | ---- | ---- | -------------------- | ------------- |
| 1월    | 무인 | 대   | 1월 24일             | 무신          |
| 2월    | 기묘 | 소   | 2월 23일             | 무인          |
| 3월    | 경진 | 대   | 3월 24일             | 정미          |
| 4월    | 신사 | 대   | 4월 23일             | 정축          |
| 윤4월  |      | 소   | 5월 23일             | 정미          |
| 5월    | 임오 | 대   | 6월 21일             | 병자          |
| 6월    | 계미 | 소   | 7월 21일             | 병오          |
| 7월    | 갑신 | 대   | 8월 19일             | 을해          |
| 8월    | 을유 | 대   | 9월 18일             | 을사          |
| 9월    | 병술 | 소   | 10월 18일            | 을해          |
| 10월   | 정해 | 대   | 11월 16일            | 갑진          |
| 11월   | 무자 | 소   | 12월 16일            | 갑술          |
| 12월   | 기축 | 대   | 1926년 1월 14일      | 계묘          |